# 景讷乡
景讷乡，是中华人民共和国云南省西双版纳傣族自治州景洪市下辖的一个乡镇级行政单位。

## 行政区划
景讷乡下辖以下地区：
曼散村、大寨村、曼召村、贺孔村、勐板村、弯角山村和国营大渡岗茶场一区。